# Tachyon: The Fringe
Tachyon: The Fringe ist eine Weltraum-Flugsimulation des amerikanischen Entwicklerstudios Novalogic. Es erschien 2000 für Windows.

## Handlung
Tachyon: The Fringe spielt im 26. Jahrhundert. Die Menschheit hat sich mittlerweile mit Hilfe von Tachyon-Sprungtoren über die Grenzen des Sonnensystems hinaus ausgebreitet. Während die Verhältnisse im Heimatsystem stabil und geordnet sind, konkurrieren an den Rändern der menschlichen Einflusssphäre verschiedenen Interessengruppierungen um Macht und Einfluss. Die Hauptfigur und Alter Ego des Spielers, der Weltraumpilot Jake Logan, arbeitet zunächst als Söldner für das Unternehmen Advanced Ganymede Technologies im Solsystem. Doch bei einem scheinbar simplen Eskortflug erweist sich der Transporter als fliegende Bombe. Am Ziel des Fluges, einer Raumbasis, angedockt, explodiert das Schiff und vernichtet die Station. Jake wird für diesen Anschlag verantwortlich gemacht und in die als The Fringe bezeichneten Grenzregionen verbannt, wo er sich – aller bisherigen Besitztümer beraubt und lediglich mit einem heruntergekommenen Raumjäger ausgestattet – eine neue Existenz aufbauen muss. Als Auftragssöldner kann Logan seinen Kontostand zunächst ein wenig aufbessern, wird jedoch bald vor eine Entscheidung gestellt. Zwei Gruppierungen, die Galspan Corporation und die freien Kolonisten der Bora, ringen dort um die Vormacht. Daneben existieren weitere kleinere Fraktionen wie die Asteroiden-Barone oder die Piraten. Jake muss sich einer der beiden Gruppierungen anschließen und ihr zum Sieg über die andere Seite verhelfen.

## Spielprinzip

### Kampagne
Das Spielprinzip von Tachyon setzt maßgeblich auf Weltraumkämpfe in einer First-Person-Ansicht, Wirtschafts- und Handelsaspekte wie in Elite wurden ausgeklammert. 
Der Spieler steuert im Spielverlauf verschiedene große Raumstationen an, wo ihm verschiedene Missionen angeboten werden, für deren Erledigung er Geld erhält. Die Missionsziele bestehen aus Eskortflügen, Kampfeinsätzen oder Such- und Aufklärungsmissionen. Für das verdiente Geld kann der Spieler bessere Schiffe und Schiffsausstattungen wie Waffen o. ä. erwerben. Außerdem kann er Begleitpiloten anheuern, die ihn bei seinen Missionen unterstützen.
Die Spielwelt besteht aus mehreren, über Tachyon-Sprungtore verbundene Sektoren, die im Handlungsverlauf freigeschaltet werden. Dafür muss sich Logan letztlich einer der beiden Hauptfraktionen anschließen und ihre Aufträge erfüllen, da sie die Handlung des Spiels vorantreiben. Eine freie Erkundung der Spielwelt außerhalb der Missionen ist nicht vorgesehen. 

### Mehrspieler
Der Mehrspieler-Modus wurde vor allem für Online-Spiele mit bis zu 120 Spielern ausgelegt, ist jedoch auch im lokalen Netzwerk möglich, erlaubt dann jedoch maximal 32 Teilnehmer. Neben einem klassischen Deathmatch für bis zu 64 Spieler, im Programm selbst als Arena Match bezeichnet, entwickelte Novalogic einen als Base War bezeichneten Modus. Zwei Teams mit bis zu 60 Piloten müssen darin ihre Weltraumbasis durch das Einsammeln von Kristallen ausbauen und im Gegenzug die gegnerische Station zerstören. Der Stationsausbau ermöglicht den Kauf von Upgrades, die notwendige Credits hierfür werden durch Abschüsse von Gegnern verdient. Erreicht eine Basis die Technologie-Ausbaustufe 10, kann sie vom gegnerischen Team vernichtet werden. Das Spielgebiet erstreckt sich über mehrere durch Sprungtore verbundenen Gebiete.

## Entwicklung
Tachyon verwendet eine weiterentwickelte Engine-Variante der ebenfalls von Novalogic stammenden Flugsimulatoren F-22 Lightning 3 bzw. F-22 Lightning 2. Das Spielkonzept stammte von Randy Casey, der auch als Lead Programmer fungierte. Das Alter Ego des Spielers wurde von Schauspieler Bruce Campbell (Armee der Finsternis) vertont.

## Rezeption
Tachyon erhielt überwiegend positive Kritiken. 